# Elizabeth Wolstenholme
Elizabeth Wolstenholme, född 1833, död 1918, var en brittisk poet, författare och kvinnorättsaktivist. Hon spelade en viktig roll inom den brittiska kvinnorörelsen. Hon blev 1865 en av grundarna till Manchester Society for Women's Suffrage, och 1869 till Ladies National Association for the Repeal of the Contagious Diseases Acts. 